# Kahoot!
카훗!(Kahoot!)은 게임 기반 학습으로 사용 플랫폼이다. 학교 및 기타 교육 기관은 학습게임을 하며 지식을 검토하고 평가하는 활동이다.

## 역사
2013년 3월 SXSWedu에서 비공개 베타 버전으로 출시되었다. 2013년 9월 베타 버전이 공개되었다.